# 斷線
《斷線》是台灣歌手萬芳的第六張專輯，在1994年8月26日推出。專輯第一主打歌是《愛上你給的痛》，而第二主打歌則是《斷線》，而萬芳代表作《新不了情》即出自此張專輯。

## 曲目
| 曲序 | 曲名         | 曲     | 詞     | 編曲   | 附註                                |
| 01   | 愛上你給的痛 | 張宇   | 易家揚 | 鮑比達 | 第一主打 台視《唐太宗李世民》片尾曲 |
| 02   | 斷線         | 陳小霞 | 易家揚 | 張乃仁 | 第二主打                            |
| 03   | 飛           | 黃韻玲 | 黃韻玲 | 陳柔錚 |                                     |
| 04   | 逆風的吻     | 張朵朵 | 張朵朵 | 張乃仁 |                                     |
| 05   | 椅子         | Super  | 萬芳   | 李雨寰 |                                     |
| 06   | 新不了情     | 鮑比達 | 黃鬱   | 鮑比達 | 電影《新不了情》主題曲              |
| 07   | 情傷意亂     | Super  | 易家揚 | 陳柔錚 | 第三主打                            |
| 08   | 雲和風       | 李雨寰 | 蕭雅智 | 李雨寰 |                                     |
| 09   | 不應該的等待 | 陳錚   | 王中言 | 陳錚   |                                     |
| 10   | 我就是愛你   | 鍾興民 | 鍾興民 | 鍾興民 |                                     |

## 唱片版本
- CD首批精裝版
- CD版
- 錄音帶版